# Aeschynomene nicaraguensis
Aeschynomene nicaraguensis är en ärtväxtart som först beskrevs av Oerst., och fick sitt nu gällande namn av Paul Carpenter Standley. Aeschynomene nicaraguensis ingår i släktet Aeschynomene och familjen ärtväxter. Inga underarter finns listade i Catalogue of Life.